# Southborough (Kent)
Southborough est une ville et une paroisse civile anglaise située dans le comté du Kent. En 2001, sa population était de 11 124 habitants.

## Source de la traduction
- (en) Cet article est partiellement ou en totalité issu de l’article de Wikipédia en anglais intitulé « Southborough, Kent » (voir la liste des auteurs).